# 埼玉県道261号笠幡狭山線

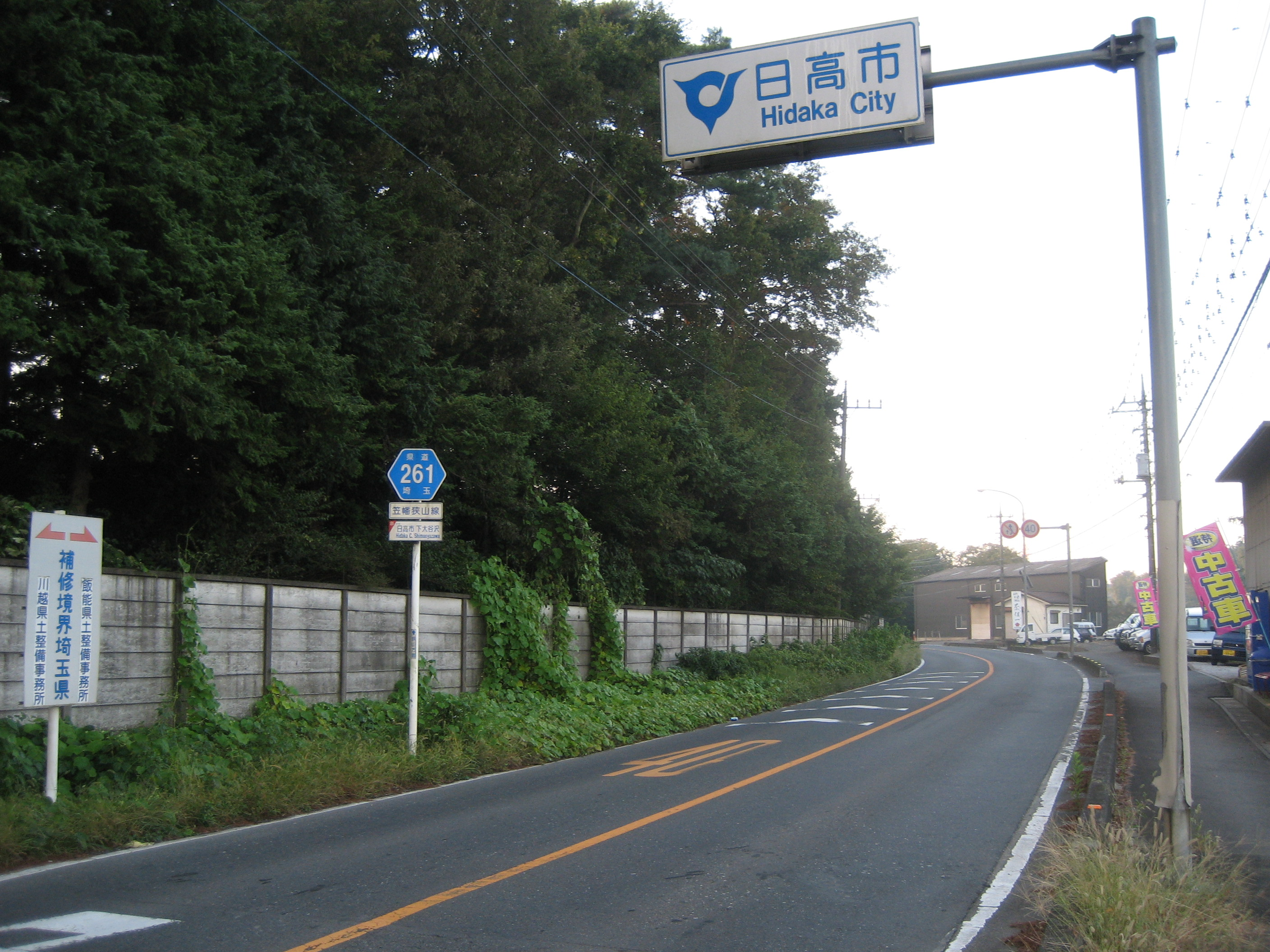
川越市と日高市の境付近

埼玉県道261号笠幡狭山線（さいたまけんどう261ごう かさはたさやません）は、埼玉県川越市から同県狭山市に至る都道府県道である。

## 概要

### 路線データ
- 起点：埼玉県川越市大字笠幡（埼玉県道15号川越日高線交点）
- 終点：埼玉県狭山市入間川二丁目（国道16号交点）
- 総距離：3,650m

## 路線状況

### 重複区間
- 埼玉県道260号鯨井狭山線（狭山市柏原「柏原交差点」 - 「昭代橋西交差点」）

## 地理

### 通過する自治体
- 埼玉県
  - 川越市 - 日高市 - 狭山市

### 交差する道路
- 埼玉県道15号川越日高線
- 埼玉県道260号鯨井狭山線
- 埼玉県道397号堀兼根岸線（狭山市柏原）
- 国道16号

### 沿線
- 川越市立霞ヶ関西中学校
- 川越市老人ホームやまぶき荘
- 川越市西清掃センター
- 埼玉種畜牧場（サイボクハム）
- 狭山市市民会館